# Amalia von Sachsen-Weimar-Eisenach

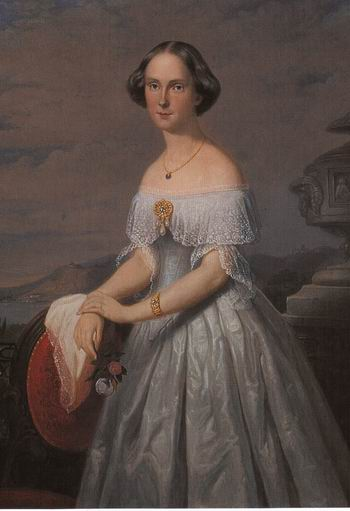
Amalia von Sachsen-Weimar-Eisenach, Prinzessin der Niederlande

Amalia Maria da Gloria Augusta von Sachsen-Weimar-Eisenach (* 20. Mai 1830 in Gent; † 1. Mai 1872 in Walferdingen) war eine Prinzessin von Sachsen-Weimar-Eisenach und Herzogin zu Sachsen sowie durch Heirat Prinzessin der Niederlande. Amalia wurde in Luxemburg, wo ihr Ehemann als Statthalter fungierte, als Landesmutter verehrt.

## Leben
Amalia war das jüngste Kind des Herzogs Bernhard von Sachsen-Weimar-Eisenach (1792–1862) aus dessen Ehe mit Ida (1794–1852), Tochter von Herzog Georg I. von Sachsen-Meiningen. Sie war eine Nichte der Königin Adelaide von Großbritannien.
Sie heiratete am 19. Mai 1853 in Weimar Prinz Heinrich der Niederlande (1820–1879). Heinrich war der jüngere Sohn König Wilhelms II. der Niederlande, seine Schwester Sophie war seit 1842 mit dem nachmaligen Großherzog Karl Alexander von Sachsen-Weimar-Eisenach verheiratet. Die enge Verbindung der beiden Häuser machte später Großherzog Wilhelm Ernst zum Aspiranten auf den niederländischen Thron.
Amalias Ehemann war seit 1849 Statthalter von Luxemburg. 1867 reiste Amalia in diplomatischer Mission im Auftrag des niederländischen Königs und ihres Mannes zu ihrem Verwandten Zar Alexander II. nach Sankt Petersburg. Hier suchte sie die Unterstützung des Zaren gegen die Annexionsabsichten Frankreichs in der Luxemburgkrise. Nach der Schleifung der Festung und dem Abzug der preußischen Truppen wurde im selben Jahr in der Londoner Konferenz schließlich die Unabhängigkeit Luxemburgs anerkannt.
Amalie war Trägerin des Großkreuzes des russischen Sankt-Katharinen-Ordens in Brillanten. Ihre Ehe war kinderlos geblieben. Sie betätigte sich karitativ und führte die Kindergärten nach dem Vorbild von Friedrich Fröbel in Luxemburg ein. Amalia ist in der Nieuwe Kerk in Delft bestattet.
Die Avenue Amélie und der Amaliepark in Luxemburg sowie die Amaliastraat in Den Haag sind nach ihr benannt. Ein Denkmal von Amalia im Stadtpark von Luxemburg wurde als erstes öffentliches Denkmal Luxemburgs 1876 eingeweiht.